# دون مارتن
دون مارتن (بالإنجليزية: Don Martin)‏ (15 فبراير 1944 في المملكة المتحدة - 15 نوفمبر 2009) هو لاعب كرة قدم بريطاني في مركز الهجوم. لعب مع بلاكبيرن روفرز ونادي نورثامبتون تاون وHitchin Town F.C. ‏.

## وصلات خارجية
- دون مارتن على موقع قاعدة بيانات كرة القدم.إي يو (الإنجليزية)